# Spartans International Football Club
O Spartans International Football Club é um clube de futebol sediado em The Valley, Anguilla.
Sua última participação registrada no campeonato nacional foi na temporada 2007–08, em que terminou em 4º lugar.

## Títulos
- AFA Senior Male League: 1997–98 e 2004
- AFA Soccerama: 2005